# Invitation to Your Party
Singles de Jerry Lee Lewis
One Has My Name (The Other Has My Heart)
(1969) She Even Woke Me Up to Say Goodbye
(1969)
Invitation to Your Party est une chanson écrite par Bill Taylor, pour Jerry Lee Lewis. Le single sort, aux États-Unis, en juillet 1969, sous le label Sun Records.
La chanson est le premier titre de l'album, The Golden Cream of the Country de Jerry Lee Lewis sorti en 1970. Elle figure sur de nombreux autres albums et compilations de Jerry Lee Lewis.
La chanson se classe à la 6e place au Hot Country Songs (États-Unis) et en première place au classement RPM (Canada).

## Source de la traduction
- (en) Cet article est partiellement ou en totalité issu de l’article de Wikipédia en anglais intitulé « Invitation to Your Party » (voir la liste des auteurs).